# Biosíntesi
La biosíntesi és el procés catalitzador per enzims que es dona dins les cèl·lules dels organismes en el qual el substrat acaba donant un producte més complex. El procés de la biosíntesi sovint consta de diversos passos enzimàtics en què s'utilitza el producte d'una etapa com a substrat en el pas següent. Exemples d'aquestes vies de biosíntesi de diversos passos són aquells per a la producció d'aminoàcids, àcids grassos, i els productes naturals. La biosíntesi té un paper important en totes les cèl·lules, i nombroses rutes metabòliques combinades constitueixen el metabolisme general.
Els requisits previs per a la biosíntesi dels compostos precursors, l'energia química (com en la forma d'ATP), i enzims catalitzadors, poden requerir equivalents de reducció (per exemple, en forma de NADH, NADPH).
Comunament, coneguts productes complexos de la biosíntesi inclouen proteïnes, vitamines i antibiòtics. Els compostos més orgànics en els organismes vius es construeixen en les vies biosintètiques.